# Acronicta cassinoi
Acronicta cassinoi är en fjärilsart som beskrevs av Barnes och Benjamin 1926. Acronicta cassinoi ingår i släktet Acronicta och familjen nattflyn. Inga underarter finns listade i Catalogue of Life.